# دنیس هوف
دنیس هوف (به انگلیسی: Denis Houf) بازیکن فوتبال اهل بلژیک و عضو تیم ملی فوتبال بلژیک است که در تاریخ ۱۷ ژوئن ۱۹۵۴ میلادی اولین بازی ملی‌اش را مقابل تیم ملی فوتبال انگلستان انجام داد. او در ۲۵ بازی ملی حضور داشت و جمعاً ۲۳۷۰ دقیقه برای تیم ملی فوتبال بلژیک به میدان رفت. دنیس هوف آخرین بازی ملی خود را در تاریخ ۲۰ مه ۱۹۶۱ میلادی در برابر تیم ملی فوتبال سوئیس انجام داد. وی در بازی‌های ملی‌اش ۵ گل به ثمر رساند.